# El callejón de los milagros
El callejón de los milagros é um filme de drama mexicano de 1995 dirigido e escrito por Jorge Fons. Foi selecionado como representante do México à edição do Oscar 1996, organizada pela Academia de Artes e Ciências Cinematográficas.

## Elenco
- Ernesto Gómez Cruz - Rutilio (Don Ru)
- María Rojo - Doña Cata
- Salma Hayek - Alma
- Bruno Bichir - Abel
- Delia Casanova - Eusebia
- Margarita Sanz - Susanita
- Claudio Obregón - Don Fidel
- Juan Manuel Bernal - Chava